# Moto Guzzi Sport

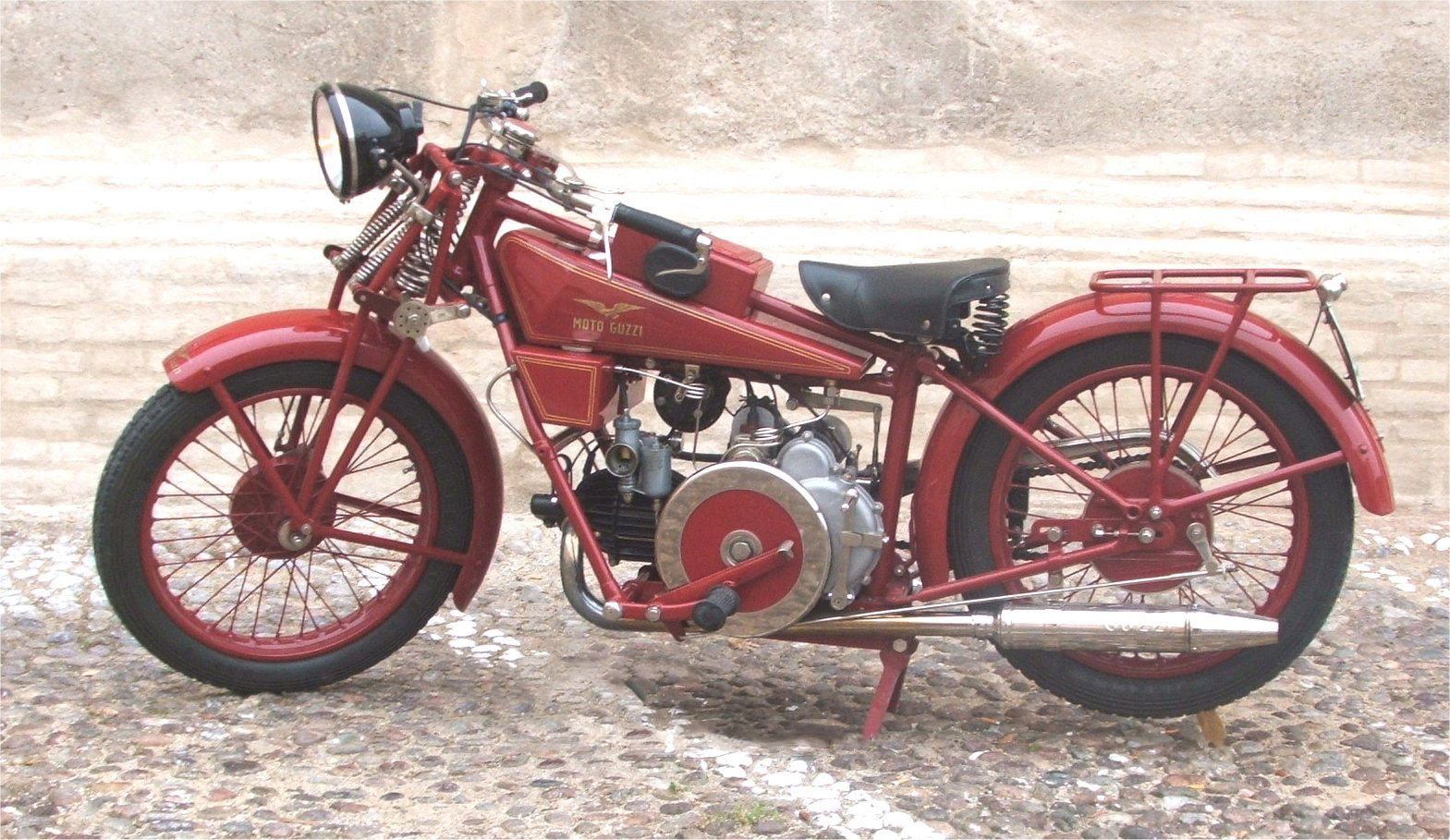
Moto Guzzi Sport 14 (1929)

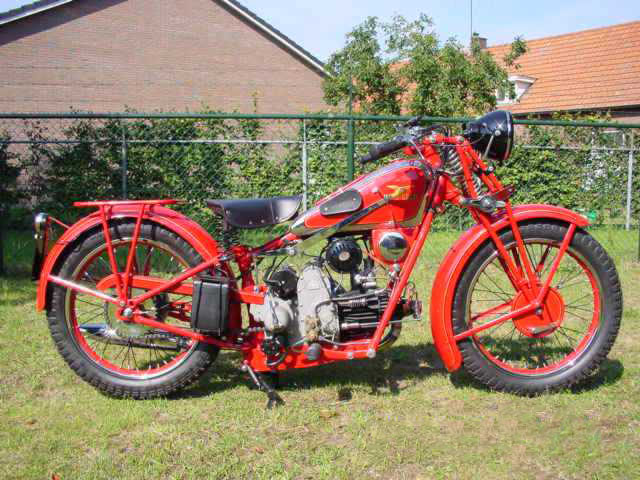
Moto Guzzi Sport 15 (1934)

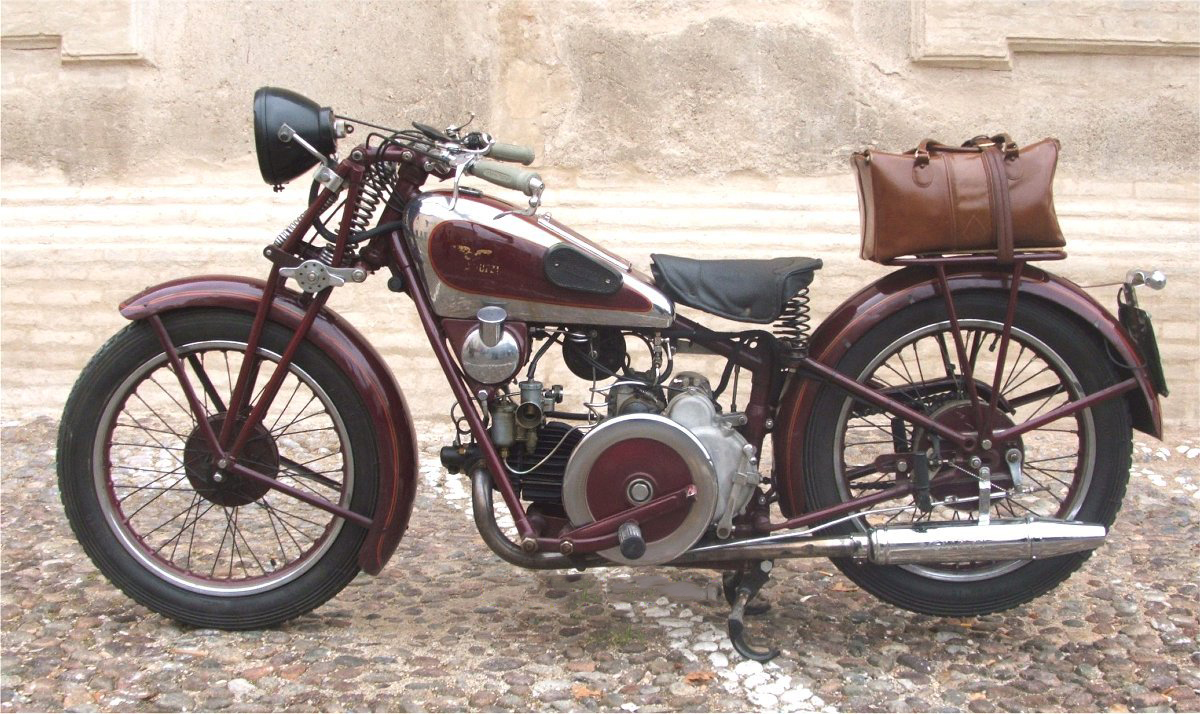
Moto Guzzi Sport 15 Luxusmodell (1931)

Die Moto Guzzi Sport ist ein Motorrad, das der italienische Hersteller Moto Guzzi von 1923 bis 1939 baute.

## Geschichte
1923 entstand auf Basis der von der vom ersten Serienmodell Normale abgeleiteten ersten Rennmaschine des Herstellers, der C2V, ein sportlicheres Motorrad namens Sport, das der Normale zunächst zur Seite gestellt wurde. Ein Jahr später löste es dieses erste Serienmodell gänzlich ab. Die Sport war als erste Moto Guzzi auf Wunsch mit elektrischer Beleuchtung ausgestattet und war auch das erste Modell des Herstellers, an das ein Seitenwagen angebaut werden konnte.
1929 ersetzte der Nachfolger Sport 14 die erste Sport, die daher nachträglich auch als „Sport 13“ bezeichnet wurde. Sie war mit einer verbesserten Parallelogrammgabel und einer Trommelbremse im Vorderrad ausgestattet. Die Motorleistung wurde geringfügig gesteigert.
1931 folgte die Sport 15, die sich von ihrer Vorgängerin Sport 14 insbesondere durch den Satteltank anstatt der bisherigen Stecktanks unterschied. Die elektrische Lichtanlage war bei ihr serienmäßig. In dieser Form wurde die Sport noch bis 1939 gebaut. Bereits seit 1934 gab es parallel zur gegengesteuerten Sport die obengesteuerten V-Modelle, die die Sport ab 1940 komplett ablösten.
Entstanden von der Sport in den Jahren 1923–1928 noch 4107 Exemplare, so waren es von der Sport 14 in den Jahren 1929 und 1930 schon 4285 Einheiten. Die Sport 15 wurde 1931–1939 in 5979 Stück gebaut.

## Technik
Motor und Antrieb
Die Sport hat einen fahrtwindgekühlten Einzylinder-Viertaktmotor mit liegendem Zylinder. Auf dem linken Stumpf der zweifach gelagerten Kurbelwelle sitzt ein glattflächiges Schwungrad, das außerhalb des Gehäuses läuft. Ein dahinter angebrachtes Stirnrad treibt den Korb der auf der Getriebeeingangswelle montierten Mehrscheiben-Ölbadkupplung an. Das Dreiganggetriebe wird mit einem Schalthebel an der rechten Seite des Tanks geschaltet. Das Hinterrad wird über eine Kette angetrieben.
Das hängende Auslassventil des Motors wird über eine Stoßstange und einen Kipphebel von der unten liegenden Nockenwelle gesteuert, das stehende Einlassventil direkt (Gegensteuerung). Zum Abstellen des Motors wird die Stoßstange über einen Ventilausheber nach vorne gedrückt, sodass das Auslassventil öffnet. Der Magnetzünder wird über ein Stirnradgetriebe auf der rechten Motorseite angetrieben. Der Zündzeitpunkt wird von Hand verstellt.
Das Gemisch bereitet ein Flachstromvergaser mit Rundschieber, 36 mm Durchlass, und ohne Luftfilter auf. Ein vernickeltes (ab ca. 1928 verchromtes) Auspuffrohr ist an der linken Maschinenseite nach hinten gezogen. Bei den Modellen Sport 14 und Sport 15 endet es in einem Schalldämpfer in Zigarrenform.
Rahmen und Fahrwerk
Die Sport hat einen Doppelschleifen-Rohrrahmen mit ungefederter Aufnahme für das Hinterrad. Das Vorderrad wird in einer Parallelogrammgabel mit Tonnenfeder geführt.
Räder und Bremsen
Die Moto Guzzi Sport hat 26-Zoll-Drahtspeichenräder. In das Hinterrad ist eine Halbnaben-Trommelbremse eingebaut. Die Bremse wird wahlweise über einen Fußhebel an der linken Motorseite und ein Gestänge oder über einen Handhebel am Lenker und einen Seilzug betätigt. Die Sport 14 entspricht der Sport in Radgröße und hinterer Bremse, hat aber serienmäßig eine Halbnaben-Trommelbremse im Vorderrad, die anstatt der Hinterradbremse mit einem Handhebel am Lenker und einem Seilzug betätigt wird. Die Sport 15 hat 19 Zoll große Drahtspeichenräder und die gleiche Bremsenausstattung wie die Sport 14.
Tanks
Der Benzintank der bis 1928 gebauten Sport, ausgeführt als sogenannter Stecktank, hat ein Volumen von 10 Litern, der darunter liegende Öltank eines von 2,5 Litern. Der Öltank ist durch vernickelte Kupferleitungen mit dem Zylinderkopf und der Ölpumpe im Trockensumpf des Motors verbunden. Bei der Sport 14 stieg das Volumen des Benzintanks auf 11 Liter, das des Öltanks auf 3 Liter. Auch die Sport 15 hat einen 11 Liter großen Benzintank, allerdings in Sattelform.
Werkstoffe
Das Motor-/Getriebegehäuse ist aus Aluminium gefertigt, der Zylinder und der Zylinderkopf aus Grauguss. Rahmen, Parallelogrammgabel, Tank und Schutzbleche sind aus Stahlblech.
Lackierung, Oberflächenbehandlung und Embleme
Die Stahlblechteile der Sport sind in Olivgrün lackiert. Tanks und Schutzbleche haben eine goldfarbene Linierung. An den Tankseiten der Maschinen finden sich goldfarbene Moto-Guzzi-Embleme als Abziehbilder. Die Graugussteile des Motors sind brüniert. Die Sport 14 entsprach ebenfalls diesem Bild, war aber rot lackiert. Auch die Sport 15 gab es in roter Lackierung, aber auch als Luxusmodell mit verchromten und teillackierten Benzin- und Öltanks.

## Technische Daten
|                       | Sport | Sport 14 | Sport 15 |
| --------------------- | --- | --- | --- |
| Baujahre              | 1923–1928 | 1929–1930 | 1931–1939 |
| Motor                 | fahrtwindgekühlter Einzylinder-Viertaktmotor, Kickstarter | fahrtwindgekühlter Einzylinder-Viertaktmotor, Kickstarter | fahrtwindgekühlter Einzylinder-Viertaktmotor, Kickstarter |
| Ventilsteuerung       | stehendes Auslassventil, über Stoßstange und Kipphebel von unten liegender Nockenwelle gesteuert; hängendes Einlassventil, direkt gesteuert (Gegensteuerung) | stehendes Auslassventil, über Stoßstange und Kipphebel von unten liegender Nockenwelle gesteuert; hängendes Einlassventil, direkt gesteuert (Gegensteuerung) | stehendes Auslassventil, über Stoßstange und Kipphebel von unten liegender Nockenwelle gesteuert; hängendes Einlassventil, direkt gesteuert (Gegensteuerung) |
| Bohrung × Hub         | 88 mm × 82 mm | 88 mm × 82 mm | 88 mm × 82 mm |
| Hubraum               | 498,4 cm³ | 498,4 cm³ | 498,4 cm³ |
| Verdichtung           | 4,5 : 1 | 4,5 : 1 | 4,5 : 1 |
| Nennleistung          | 13 PS (9,6 kW) bei 3800/min | 13,2 PS (9,7 kW) bei 3800/min | 13,2 PS (9,7 kW) bei 3800/min |
| Gemischaufbereitung   | Flachstromvergaser mit Rundschieber, 36 mm Ansaugdurchmesser                                                                                                 | Flachstromvergaser mit Rundschieber, 36 mm Ansaugdurchmesser                                                                                                 | Flachstromvergaser mit Rundschieber, 36 mm Ansaugdurchmesser                                                                                                 |
| Motorschmierung       | Trockensumpfschmierung | Trockensumpfschmierung | Trockensumpfschmierung |
| Zündung               | Magnetzündung | Magnetzündung | Magnetzündung |
| Kupplung              | Mehrscheibenkupplung im Ölbad | Mehrscheibenkupplung im Ölbad | Mehrscheibenkupplung im Ölbad |
| Getriebe              | 3-Gang-Getriebe, handbetätigt | 3-Gang-Getriebe, handbetätigt | 3-Gang-Getriebe, handbetätigt |
| Endantrieb            | Kette | Kette | Kette |
| Rahmen                | Doppelschleifen-Rohrrahmen | Doppelschleifen-Rohrrahmen | Doppelschleifen-Rohrrahmen |
| Radstand              | 1430 mm | 1430 mm | 1430 mm |
| Radaufhängung vorn    | Parallelogrammgabel mit Tonnenfeder | Parallelogrammgabel mit Tonnenfeder | Parallelogrammgabel mit Tonnenfeder |
| Radaufhängung hinten  | Starrrahmen | Starrrahmen | Starrrahmen |
| Bereifung vorn        | 3,00 × 26″ | 3,00 × 26″ | 3,50 × 19″ |
| Bereifung hinten      | 3,00 × 26″ | 3,00 × 26″ | 3,50 × 19″ |
| Bremse vorn           | keine | Halbnaben-Trommelbremse, handbetätigt | Halbnaben-Trommelbremse, handbetätigt |
| Bremse hinten         | Halbnaben-Trommelbremse, wahlweise hand- oder fußbetätigt | Halbnaben-Trommelbremse, fußbetätigt | Halbnaben-Trommelbremse, fußbetätigt |
| Leergewicht           | 130 kg | 130 kg | 150 kg |
| Tankinhalt            | 10 l | 11 l | 11 l |
| Kraftstoffverbrauch   | ca. 3,5 l/100 km | ca. 3,5 l/100 km | ca. 3,5 l/100 km |
| Höchstgeschwindigkeit | 100 km/h | 100 km/h | 100 km/h |

Quelle: 